# Neocytheromorpha regalis
Neocytheromorpha regalis is een mosselkreeftjessoort uit de familie van de Leptocytheridae. De wetenschappelijke naam van de soort is voor het eerst geldig gepubliceerd in 1978 door Guan.